# Scutopalus clavatus
Scutopalus clavatus är en spindeldjursart som först beskrevs av Shiba 1978.  Scutopalus clavatus ingår i släktet Scutopalus och familjen Cunaxidae. Inga underarter finns listade i Catalogue of Life.